# ハンス・カメシュ
ハンス・カメシュ（Hans Kamesch, 1901年7月26日 - 1975年3月2日）は、オーストリアのオーボエ奏者。

## 経歴
ウィーン生まれ。1915年からウィーン音楽院でオーボエを学び、1922年からウィーン国立歌劇場のオーケストラのオーボエ奏者として参加。1926年からウィーン・フィルハーモニー管弦楽団に参加し、1959年に演奏活動から引退した。1943年に宮廷音楽家の称号を得ている。
ウィーンにて没。